# Omer Smet
Omer Smet (Omer Karel Smet; * 13. Dezember 1890 in Meerdonk, Sint-Gillis-Waas; † 12. Juli 1984 in Sint-Niklaas) war ein belgischer Hürdenläufer und Sprinter.
Bei den Olympischen Spielen 1920 in Antwerpen wurde er Sechster in der 4-mal-400-Meter-Staffel. Über 400 m Hürden und in der 4-mal-100-Meter-Staffel schied er im Vorlauf aus.
Je dreimal wurde er Belgischer Meister über 110 m Hürden (1920–1922) und 400 m Hürden (1919–1921). Seine persönliche Bestzeit über 400 m Hürden von 57,2 s stellte er 1920 auf.